# ジャパン・モバイルキャスティング
株式会社ジャパン・モバイルキャスティング（Japan Mobilecasting, Inc.）は、かつて存在した移動受信用地上基幹放送の基幹放送局提供事業者である。

## 概要
地上アナログテレビ放送停波後のVHF-high帯の周波数（207.5 - 222MHz）を利用して全国放送を運用する、携帯電話端末向けマルチメディア放送の送信業務を行う会社として設立された、NTTドコモグループmmbiの完全子会社である。略称はJモバ。「Jモバ」または「ジェイモバ」は、ジャパン・モバイルキャスティングの登録商標となっていた（商標登録第5383095号、第5386715号、第5386716号、第5386717号、第5405745号。現在はいずれも存続期間満了により抹消）。
マルチメディア放送は、当初、株式会社マルチメディア放送が移動受信用地上放送の放送事業者として認定されたものの、2011年の放送法の全面改正において移動受信用地上基幹放送の事業者はハード（送信設備）とソフト（番組）を分離することとされた。このため、「演送分離」を行う必要から同法施行を前に会社分割により新設された。この直後、株式会社マルチメディア放送は社名をmmbiに改称した。
Jモバはサービス名をモバキャス（商標登録第5463115号、第5477840号、第5477858号、第5478072号、第5478073号、第5478074号、第5478075号。現在はいずれも存続期間満了により抹消）とし、2012年4月からmmbiのマルチメディア放送（サービス名はNOTTV）を開始した。しかし、マルチメディア放送に新規参入する事業者が無く、参入企業の拡大を促進するため条件を緩和したが、これを受けたのは既存のテレビジョン放送の事業者5社で、総務省も移動受信用地上基幹放送でテレビジョン放送ができるものとした。
2015年4月からは計6波のテレビジョン放送を開始したが、NOTTVの契約数は伸び悩み、11月27日に2016年6月30日をもってmmbiはNOTTVを終了し、JモバのNOTTVとテレビジョン放送のモバキャスも同時に終了すると発表した。
2016年3月末までにNTTドコモはmmbiを完全子会社化。6月30日にモバキャスは終了し、翌7月1日に事業終了後の残務整理促進のため、mmbiがJモバを、NTTドコモがmmbiを吸収合併して、Jモバはmmbiともども解散した結果、わずか約5年半の歴史に幕を閉じた。
なお、放送停止によって使用が休止されたVHF-high帯は、2018年11月に行われた総務省の放送用周波数の活用方策に関する検討分科会の会合で、活用方策に関する第2次公募を行うことが決定されている。

## モバキャスのサービス一覧
終了日現在、2015年4月1日より
| 種別               | 認定基幹放送事業者                        | チャンネル名                          | 使用セグメント数 | 認定日         | 放送開始日   |
| ------------------ | ----------------------------------------- | ------------------------------------- | ---------------- | -------------- | ------------ |
| マルチメディア放送 | mmbi                                      | NOTTV1                                | 合計13           | 2011年10月12日 | 2012年4月1日 |
| マルチメディア放送 | mmbi                                      | NOTTV2                                | 合計13           | 2011年10月12日 | 2012年4月1日 |
| マルチメディア放送 | mmbi                                      | NOTTVデータ                           | 合計13           | 2011年10月12日 | 2012年4月1日 |
| テレビジョン放送   | スカパー・エンターテイメント              | スカサカ!24時間サッカー専門チャンネル | 各2×6ch=合計12   | 2014年4月9日   | 2015年4月1日 |
| テレビジョン放送   | アニマックスブロードキャスト・ジャパン    | アニマックス                          | 各2×6ch=合計12   | 2014年4月9日   | 2015年4月1日 |
| テレビジョン放送   | AXNジャパン                               | AXN                                   | 各2×6ch=合計12   | 2014年4月9日   | 2015年4月1日 |
| テレビジョン放送   | 日本映画放送 （認定時は日本映画衛星放送） | 時代劇専門チャンネル                  | 各2×6ch=合計12   | 2014年4月9日   | 2015年4月1日 |
| テレビジョン放送   | フジテレビジョン                          | フジテレビONE スポーツ・バラエティ    | 各2×6ch=合計12   | 2014年4月9日   | 2015年4月1日 |
| テレビジョン放送   | フジテレビジョン                          | フジテレビTWO ドラマ・アニメ          | 各2×6ch=合計12   | 2014年4月9日   | 2015年4月1日 |

セグメント総数は33のため、8セグメント分が空いていた。
視聴料はNOTTV#料金を参照。

## 沿革
- 2011年（平成23年）
  - 1月11日 - 会社設立。本社を千代田区永田町に置く[12]。
  - 2月16日 - 株式会社マルチメディア放送から移動受信用地上放送の受託国内放送事業における認定開設者の地位を承継[13]。
  - 6月27日 - 本社を港区赤坂に移転[14]。
  - 9月14日 - 墨田送信所（東京スカイツリー）のマルチメディア放送用地上基幹放送局の予備免許を取得[15]。
    - 年末までに計12局の予備免許を取得。

  - 11月2日 - STLとしてスカパーJSATと衛星通信サービスを契約[16]。
- 2012年（平成24年）
  - 4月1日 - 東京墨田・名古屋・大阪・福岡・沖縄那覇などで一斉にマルチメディア放送開始。
  - 4月23日 - 広島局開局、中国地方に進出。
  - 5月11日 - 平塚送信所の予備免許取得。
  - 12月14日 - 札幌・旭川・仙台各局など開局、北海道・東北地方に進出。
  - 12月21日 - 金沢局開局、北陸地方に進出。
- 2013年（平成25年）
  - 2月22日 - 松山局開局、四国地方に進出。
  - 2月25日 - 長野局開局、信越地方に進出。
  - 2月28日 - 岐阜局開局、東海全県に進出。
  - 8月1日 - 放送事業への参入条件を緩和[17]。
  - 9月27日 - 新潟局開局、信越両県に進出。
  - 9月30日 - 福井局開局、北陸全県に進出。
  - 11月15日 - 高松局開局、四国全県に進出。
  - 12月24日 - 山形局開局、東北全県に進出。
- 2014年（平成26年）
  - 3月13日 - 秩父局・周南局開局、関東・中国全県に進出。
  - 11月1日 - 鳥栖局開局、九州全県に進出。
  - 12月15日 - テレビジョン放送実施の為の特定基地局開設計画変更が認定される[18]。
    - 電波法令上、マルチメディア放送とテレビジョン放送は異なるもの[19]とされ、テレビジョン放送をする為には、特定基地局の目的や事業の収支見通し等の変更を要する。
- 2015年（平成27年）
  - 2月27日 - 標準テレビジョン放送（デジタル放送）用地上基幹放送局免許を全局分取得[20]。
    - 上述の通り、マルチメディア放送とテレビジョン放送は異なるものであり、同一の送信設備を用いても別々の免許を要する。以後の開設局についても同様。

  - 4月1日 - 全国一斉にテレビジョン放送開始。
  - 11月27日 - 2016年6月30日にモバキャスを終了すると発表[6]。
- 2016年（平成28年）
  - 6月30日 - 正午にモバキャス終了[21]。同時に呼出符号を廃止。
  - 7月1日 - mmbiに吸収合併され解散（mmbiもNTTドコモに吸収合併され同日解散）[7]。

## 送信所
何れの送信所とも、送信周波数は214.714286MHz。太字は各都道府県の基幹局。※はJIS X 0401に規定する都道府県コード。総務省は報道資料などで局名を「Jモバ●○MMH」（マルチメディア放送）、「Jモバ●○DTV」（標準テレビジョン放送（デジタル放送））と表記する。
親会社のmmbiの設立母体にフジテレビが関わっていた関係か、送信所はフジテレビ系列局の送信所・中継局に併設もしくはアナログ放送のフジテレビ系列局送信所・中継局の跡地を活用するパターンが多かった。
- 呼出符号：JOMZ（Jモバ墨田MMH）、JOMZ-DTV（Jモバ墨田DTV）

### 北海道・東北
| ※  | 局名                    | 所在地                                    | 空中線電力 | ERP    | 放送区域                                                                                                  | 予備免許の日   | 開局日         |
| -- | ----------------------- | ----------------------------------------- | ---------- | ------ | --- | -------------- | -------------- |
| 01 | 札幌                    | 北海道札幌市手稲区 （札幌送信所）         | 25kW       | 220kW  | 石狩管内の全域と空知・後志・胆振・日高各管内の一部                                                        | 2012年09月25日 | 2012年12月14日 |
| 01 | 旭川                    | 北海道旭川市 （旭川送信所）               | 7.5kW      | 37kW   | 上川管内の一部                                                                                            | 2012年09月25日 | 2012年12月14日 |
| 01 | 帯広                    | 北海道河東郡音更町 （帯広送信所）         | 2.5kW      | 18.5kW | 十勝地方                                                                                                  | 2013年09月18日 | 2013年11月22日 |
| 01 | 函館                    | 北海道函館市 （函館山テレビ・FM放送所）   | 1.25kW     | 14.5kW | 函館市、北斗市、上磯郡知内町、木古内町、亀田郡七飯町、森町、 青森県下北郡大間町、風間浦村、佐井村の各一部 | 2014年04月21日 | 2014年07月18日 |
| 01 | 室蘭                    | 北海道室蘭市 （室蘭送信所）               | 1.25kW     | 13kW   | 胆振・渡島各管内の一部                                                                                    | 2015年02月02日 | 2015年03月27日 |
| 01 | 釧路                    | 北海道釧路市                              | 1.25kW     | 13kW   | 釧路管内の一部                                                                                            | 2015年05月28日 | 2015年08月31日 |
| 02 | 青森                    | 青森県五所川原市 （馬ノ神山）             | 7.5kW      | 75kW   | 青森県津軽地方の一部                                                                                      | 2013年07月25日 | 2013年10月15日 |
| 02 | 八戸                    | 青森県三戸郡階上町 （階上岳）             | 7.5kW      | 110kW  | 青森県南部地方、岩手県の各一部                                                                            | 2013年09月11日 | 2013年12月20日 |
| 03 | 盛岡                    | 岩手県盛岡市 （新山）                     | 7.5kW      | 51kW   | 岩手県の各一部                                                                                            | 2013年01月18日 | 2013年02月28日 |
| 04 | 仙台                    | 宮城県仙台市太白区 （大年寺山）           | 25kW       | 250kW  | 宮城県、岩手県、山形県、福島県の一部                                                                      | 2012年10月03日 | 2012年12月14日 |
| 05 | 秋田                    | 秋田県秋田市 （大森山公園）               | 2.5kW      | 45kW   | 秋田県の一部                                                                                              | 2013年07月25日 | 2013年10月25日 |
| 06 | 山形                    | 山形県山形市 （西蔵王テレビ・FM放送所）   | 2.5kW      | 25kW   | 山形県村山地方、最上地方の各一部                                                                          | 2013年10月22日 | 2013年12月24日 |
| 07 | 福島                    | 福島県福島市 （笹森山）                   | 7.5kW      | 45kW   | 福島県、宮城県の各一部                                                                                    | 2013年01月18日 | 2013年02月27日 |
| 07 | 郡山                    | 福島県田村市 （黒石山無線中継所）         | 2.5kW      | 21kW   | 福島県の一部（郡山市、田村市、田村郡小野町、三春町及びこれらの周辺地域）                                  | 2013年12月03日 | 2014年02月20日 |
| 07 | 那須塩原 （域外中継局） | 福島県東白川郡棚倉町 （八溝山無線中継所） | 2.5kW      | 38kW   | 栃木県・福島県の一部                                                                                      | 2015年01月26日 | 2015年03月20日 |
| 07 | いわき                  | 福島県いわき市                            | 2.5kW      | 10kW   | 福島県・茨城県の一部                                                                                      | 2015年04月14日 | 2015年06月26日 |

### 関東・甲信越
| ※  | 局名         | 所在地                                                 | 空中線電力 | ERP    | 放送区域                                                       | 予備免許の日                  | 開局日         |
| -- | ------------ | ------------------------------------------------------ | ---------- | ------ | -------------------------------------------------------------- | ----------------------------- | -------------- |
| 08 | 水戸         | 茨城県水戸市 （NTTドコモ水戸ビル）                     | 7.5kW      | 36kW   | 茨城県の一部                                                   | 2013年01月07日                | 2013年02月26日 |
| 08 | 日立         | 茨城県日立市 （日立中継局）                            | 2.5kW      | 13.5kW | 茨城県の一部                                                   | 2013年04月12日                | 2013年08月23日 |
| 08 | かすみがうら | 茨城県かすみがうら市                                   | 2.5kW      | 22kW   | 茨城県の一部                                                   | 2015年02月18日                | 2015年04月10日 |
| 09 | 宇都宮       | 栃木県宇都宮市 （NTTドコモ宇都宮ビル）                 | 5kW        | 15.5kW | 茨城県、栃木県、群馬県、埼玉県の各一部                         | 2013年01月07日                | 2013年02月26日 |
| 10 | 前橋         | 群馬県前橋市 （赤城山）                                | 7.5kW      | 110kW  | 栃木県、群馬県、埼玉県、長野県の各一部                         | 2013年01月07日                | 2013年02月26日 |
| 11 | 秩父         | 埼玉県秩父郡皆野町 （釜伏峠）                          | 7.5kW      | 100kW  | 茨城県、栃木県、群馬県、埼玉県、千葉県の各一部                 | 2014年01月16日                | 2014年03月13日 |
| 12 | 佐原         | 千葉県香取市 （佐原テレビ中継局）                      | 2.5kW      | 9.5kW  | 茨城県・千葉県の一部                                           | 2011年11月30日                | 2012年04月01日 |
| 12 | 成田         | 千葉県成田市 （NTT東日本成田幸町ビル）                 | 50W        | 56W    | 千葉県の一部                                                   | 2013年12月10日 （本免許交付） | 2013年12月17日 |
| 12 | 成田赤坂     | 千葉県成田市 （NTT東日本成田赤坂ビル）                 | 50W        | 280W   | 千葉県の一部                                                   | 2013年12月10日 （本免許交付） | 2013年12月17日 |
| 13 | 墨田本局     | 東京都墨田区 （東京スカイツリー）                      | 5kW        | 105kW  | 東京都・茨城県・栃木県・群馬県・埼玉県・千葉県・神奈川県の一部 | 2011年09月14日                | 2012年04月01日 |
| 14 | 横浜         | 神奈川県横浜市保土ケ谷区 （NTT仏向無線中継所）         | 5kW        | 17.5kW | 神奈川県・東京都・千葉県の一部                                 | 2011年11月30日                | 2012年04月01日 |
| 14 | 小田原       | 神奈川県足柄下郡真鶴町 （小田原テレビ中継局）          | 2.5kW      | 4.2kW  | 神奈川県・静岡県の一部                                         | 2012年05月11日                | 2012年11月15日 |
| 14 | 相模原       | 神奈川県相模原市 （JMC相模原送信所）                   | 12.5kW     | 130kW  | 埼玉県、東京都、神奈川県の一部                                 | 2013年01月07日                | 2013年02月28日 |
| 14 | 藤沢         | 神奈川県藤沢市 （NTTコミュニケーションズ湘南藤沢ビル） | 7.5kW      | 60kW   | 神奈川県・東京都・静岡県の各一部                               | 2013年10月10日                | 2013年12月13日 |
| 14 | 横須賀       | 神奈川県横須賀市                                       | 7.5kW      | 37kW   | 神奈川県の一部                                                 | 2015年01月09日                | 2015年03月06日 |
| 14 | 小田原秦野   | 神奈川県足柄上郡松田町                                 | 1.25kW     | 12kW   | 神奈川県の一部                                                 | 2015年03月19日                | 2015年08月28日 |
| 19 | 甲府         | 山梨県甲府市 （甲府送信所）                            | 7.5kW      | 40kW   | 山梨県・長野県の一部                                           | 2012年12月12日                | 2013年01月31日 |
| 20 | 長野         | 長野県長野市 （三登山）                                | 2.5kW      | 7kW    | 長野市、須坂市、中野市、千曲市、小布施町、高山村、山ノ内町     | 2012年12月19日                | 2013年02月25日 |
| 20 | 松本         | 長野県塩尻市 （NTTドコモ高ボッチ無線中継所）           | 7.5kW      | 66kW   | 長野県松本地域、大北地域、上伊那地域、諏訪地域の各一部         | 2013年11月5日                 | 2014年01月20日 |
| 15 | 新潟         | 新潟県西蒲原郡弥彦村 （弥彦山）                        | 12.5kW     | 98kW   | 下越地方・中越地方の平野部、上越市と佐渡市の一部               | 2013年05月31日                | 2013年09月27日 |

### 東海・北陸
| ※  | 局名   | 所在地                                           | 空中線電力 | ERP    | 放送区域                                                                | 予備免許の日   | 開局日         |
| -- | ------ | ------------------------------------------------ | ---------- | ------ | ----------------------------------------------------------------------- | -------------- | -------------- |
| 22 | 静岡   | 静岡県静岡市葵区 （NTTドコモ静岡ビル）           | 2.5kW      | 6.9kW  | 静岡県の一部                                                            | 2012年06月14日 | 2012年09月14日 |
| 22 | 浜松   | 静岡県浜松市中央区 （浜松中継局）                | 2.5kW      | 18.5kW | 静岡県・愛知県の各一部                                                  | 2012年10月03日 | 2012年12月14日 |
| 22 | 三島   | 静岡県田方郡函南町 （三島中継局）                | 650W       | 2.4kW  | 静岡県の一部と神奈川県相模湾東部沿岸部 及び東京都伊豆大島北部           | 2013年02月14日 | 2013年05月20日 |
| 22 | 島田   | 静岡県掛川市 （栗ヶ岳）                          | 2.5kW      | 17.5kW | 静岡県の一部                                                            | 2014年01月16日 | 2014年03月25日 |
| 22 | 沼津   | 静岡県沼津市 （金冠山）                          | 7.5kW      | 135kW  | 静岡県の一部                                                            | 2014年10月22日 | 2014年12月26日 |
| 23 | 名古屋 | 愛知県名古屋市中区 （名古屋テレビ塔）            | 25kW       | 165kW  | 愛知県・岐阜県・三重県の各一部                                          | 2011年12月06日 | 2012年04月01日 |
| 23 | 豊橋   | 愛知県岡崎市 （豊橋中継局）                      | 750W       | 3.9kW  | 愛知県・静岡県の各一部                                                  | 2011年12月06日 | 2012年04月01日 |
| 23 | 岡崎   | 愛知県西尾市吉良町 （NTT吉良無線中継所）         | 7.5kW      | 50kW   | 愛知県・三重県・岐阜県の各一部                                          | 2014年01月16日 | 2014年03月31日 |
| 24 | 津     | 三重県津市 （津テレビ・FM送信所）                | 2.5kW      | 12.5kW | 三重県・愛知県の各一部                                                  | 2011年12月06日 | 2012年04月01日 |
| 24 | 四日市 | 三重県桑名市 （多度山）                          | 2.5kW      | 63kW   | 三重県・愛知県・岐阜県の各一部                                          | 2014年09月11日 | 2014年12月19日 |
| 21 | 岐阜   | 岐阜県岐阜市 （NTTコミュニケーションズ金町ビル） | 7.5kW      | 68kW   | 岐阜県・愛知県・三重県の各一部                                          | 2014年1月16日  | 2014年02月28日 |
| 21 | 多治見 | 岐阜県土岐市 （三国山）                          | 2.5kW      | 23kW   | 岐阜県・愛知県の各一部                                                  | 2014年10月22日 | 2015年03月16日 |
| 16 | 富山   | 富山県富山市 （呉羽丘陵）                        | 7.5kW      | 35kW   | 富山県・石川県の各一部                                                  | 2012年11月19日 | 2013年01月30日 |
| 17 | 金沢   | 石川県金沢市 （金沢観音堂テレビジョン放送所）    | 7.5kW      | 46kW   | 石川県・富山県の各一部                                                  | 2012年10月24日 | 2012年12月21日 |
| 18 | 福井   | 福井県福井市 （足羽山）                          | 7.5kW      | 41kW   | 福井県あわら市、坂井市の全域、並びに 福井県嶺北及び石川県加賀市の各一部 | 2013年05月20日 | 2013年09月30日 |

### 近畿
| ※  | 局名     | 所在地                                                     | 空中線電力 | ERP    | 放送区域 | 予備免許の日   | 開局日         |
| -- | -------- | ---------------------------------------------------------- | ---------- | ------ | --- | -------------- | -------------- |
| 26 | 京都     | 京都府京都市左京区 （比叡山）                              | 7.5kW      | 23kW   | 大阪府・京都府・奈良県・滋賀県の一部                                                                                                 | 2011年12月01日 | 2012年04月01日 |
| 27 | 大阪     | 大阪府東大阪市／奈良県生駒市 （生駒山テレビ・FM送信所）    | 25kW       | 220kW  | 大阪府・京都府・兵庫県・奈良県・滋賀県・三重県の一部                                                                                 | 2011年12月01日 | 2012年04月01日 |
| 27 | 大阪南   | 和歌山県紀の川市 （NTTコミュニケーションズ葛城無線中継所） | 2.5kW      | 19.5kW | 大阪府・和歌山県の一部 | 2015年01月22日 | 2015年03月20日 |
| 30 | 和歌山   | 和歌山県和歌山市 （和歌山テレビ送信所・中継局）            | 500W       | 6.1kW  | 和歌山県・大阪府の一部 | 2012年08月29日 | 2012年11月15日 |
| 28 | 神戸     | 兵庫県神戸市兵庫区 （NTTコミュニケーションズ大開ビル）     | 5kW        | 35kW   | 兵庫県・大阪府の一部 | 2012年11月28日 | 2013年02月27日 |
| 28 | 三木     | 兵庫県三木市 （三木中継局）                                | 500W       | 1.4kW  | 兵庫県の一部 | 2011年12月01日 | 2012年04月01日 |
| 28 | 姫路     | 兵庫県姫路市 （姫路テレビ・FM中継局）                      | 500W       | 1.7kW  | 兵庫県の一部 | 2012年08月29日 | 2012年11月15日 |
| 28 | 北淡垂水 | 兵庫県淡路市 （北淡垂水中継局）                            | 1.25kW     | 8.6kW  | 兵庫県の一部 | 2013年03月28日 | 2013年06月18日 |
| 28 | 神戸北   | 兵庫県神戸市北区 （菊水山）                                | 2.5kW      | 30kW   | 兵庫県明石市、神戸市垂水区、西区の全域、 神戸市兵庫区、長田区、須磨区、北区、 加古川市、三木市、淡路市、加古郡稲美町、播磨町の各一部 | 2014年01月22日 | 2014年03月25日 |

### 中国・四国
| ※  | 局名 | 所在地                                       | 空中線電力 | ERP    | 放送区域                                                                                | 予備免許の日   | 開局日         |
| -- | ---- | -------------------------------------------- | ---------- | ------ | --------------------------------------------------------------------------------------- | -------------- | -------------- |
| 31 | 鳥取 | 鳥取県鳥取市 （毛無山）                      | 2.5kW      | 32kW   | 鳥取県東部の一部                                                                        | 2013年10月09日 | 2014年01月23日 |
| 32 | 松江 | 島根県松江市 （松江・米子 テレビ・FM放送所） | 7.5kW      | 58kW   | 島根県東部、隠岐諸島、鳥取県西部の各一部                                                | 2013年10月09日 | 2014年01月23日 |
| 33 | 岡山 | 岡山県岡山市南区 （金甲山送信所）            | 12.5kW     | 41kW   | 岡山県南部と香川県の各一部                                                              | 2012年04月17日 | 2012年07月01日 |
| 33 | 倉敷 | 岡山県倉敷市                                 | 50W        | 1kW    | 岡山県の一部                                                                            | 2015年02月06日 | 2015年03月27日 |
| 33 | 倉敷 | 岡山県倉敷市                                 | 50W        | 840W   | 岡山県の一部                                                                            | 2015年02月06日 | 2015年03月27日 |
| 34 | 広島 | 広島県広島市南区 （黄金山）                  | 12.5kW     | 125kW  | 広島県・山口県の一部                                                                    | 2011年12月09日 | 2012年04月23日 |
| 34 | 尾道 | 広島県尾道市 （高見山）                      | 2.5kW      | 16.5kW | 広島県・愛媛県・香川県の各一部                                                          | 2012年04月17日 | 2012年07月01日 |
| 34 | 福山 | 広島県福山市 （彦山）                        | 2.5kW      | 16kW   | 広島県・岡山県・愛媛県・香川県の一部                                                    | 2012年09月20日 | 2012年12月14日 |
| 35 | 周南 | 山口県防府市 （大平山）                      | 2.5kW      | 22kW   | 山口県宇部市、山口市、防府市、下松市、 柳井市、周南市、山陽小野田市及びこれらの周辺地域 | 2014年01月23日 | 2014年03月13日 |
| 35 | 山口 | 山口県山口市 （NTTドコモ山口ビル）           | 50W        | 700W   | 山口県山口市の一部                                                                      | 2014年03月26日 | 2014年05月21日 |
| 35 | 山口 | 山口県山口市 （NTTドコモ山口ビル）           | 50W        | 470W   | 山口県山口市の一部                                                                      | 2014年03月26日 | 2014年05月21日 |
| 35 | 山口 | 山口県山口市 （NTTドコモ山口ビル）           | 50W        | 250W   | 山口県山口市の一部                                                                      | 2014年03月26日 | 2014年05月21日 |
| 35 | 山口 | 山口県山口市 （NTTドコモ山口ビル）           | 50W        | 470W   | 山口県山口市の一部                                                                      | 2014年03月26日 | 2014年05月21日 |
| 35 | 山口 | 山口県山口市 （NTTドコモ山口ビル）           | 50W        | 250W   | 山口県山口市の一部                                                                      | 2014年03月26日 | 2014年05月21日 |
| 37 | 高松 | 香川県高松市 （前田山送信所）                | 2.5kW      | 6.7kW  | 香川県、徳島県鳴門市、兵庫県南あわじ市、 岡山県南部の各一部                             | 2013年09月24日 | 2013年11月15日 |
| 36 | 徳島 | 徳島県徳島市 （眉山）                        | 2.5kW      | 4.1kW  | 徳島平野の中東部、並びに 兵庫県と和歌山県の紀伊水道沿岸部の一部                         | 2013年07月01日 | 2013年09月20日 |
| 38 | 松山 | 愛媛県伊予市 （松山親局送信所）              | 7.5kW      | 30kW   | 愛媛県・広島県・山口県の一部                                                            | 2012年11月20日 | 2013年02月22日 |
| 39 | 高知 | 高知県高知市 （高知親局送信所）              | 7.5kW      | 26kW   | 高知県の一部                                                                            | 2012年11月20日 | 2013年03月15日 |

### 九州・沖縄
| ※  | 局名     | 所在地                                          | 空中線電力 | ERP    | 放送区域                             | 予備免許の日   | 開局日         |
| -- | -------- | ----------------------------------------------- | ---------- | ------ | ------------------------------------ | -------------- | -------------- |
| 40 | 福岡     | 福岡県福岡市早良区 （福岡タワー）               | 12.5kW     | 32kW   | 福岡県・佐賀県の一部                 | 2011年11月28日 | 2012年04月01日 |
| 40 | 北九州   | 福岡県北九州市八幡東区 （八幡テレビ・FM放送所） | 2.5kW      | 11kW   | 福岡県・大分県・山口県の一部         | 2011年11月28日 | 2012年04月01日 |
| 40 | 行橋     | 福岡県田川郡香春町 （大坂山）                   | 7.5kW      | 42kW   | 福岡県の一部                         | 2013年06月18日 | 2013年10月18日 |
| 41 | 鳥栖     | 佐賀県鳥栖市 （久留米・鳥栖テレビ・FM放送所）   | 7.5kW      | 37kW   | 佐賀県、福岡県の各一部               | 2014年07月17日 | 2014年11月01日 |
| 42 | 長崎     | 長崎県長崎市 （稲佐山）                         | 5kW        | 28kW   | 長崎県南部と熊本県天草地域の一部     | 2013年01月25日 | 2013年03月21日 |
| 42 | 佐世保   | 長崎県佐世保市                                  | 1.25kW     | 15kW   | 長崎県の一部                         | 2015年05月08日 | 2015年08月28日 |
| 43 | 熊本     | 熊本県熊本市西区 （金峰山）                     | 2.5kW      | 11kW   | 熊本県・福岡県・長崎県・佐賀県の一部 | 2012年08月27日 | 2012年10月22日 |
| 44 | 大分     | 大分県大分市 （JMC大分送信所）                  | 7.5kW      | 59kW   | 大分県の一部                         | 2013年09月06日 | 2013年11月22日 |
| 45 | 宮崎     | 宮崎県宮崎市 （鰐塚山）                         | 7.5kW      | 38kW   | 宮崎県南部と鹿児島県大隅地方の各一部 | 2013年04月18日 | 2013年08月23日 |
| 46 | 鹿児島   | 鹿児島県鹿児島市 （鹿児島親局テレビ・FM放送所） | 7.5kW      | 59kW   | 鹿児島県錦江湾沿岸地域               | 2013年01月25日 | 2013年03月25日 |
| 46 | 鹿児島南 | 鹿児島県鹿児島市                                | 50W        | 520W   | 鹿児島県の一部                       | 2015年06月17日 | 2015年08月28日 |
| 46 | 鹿児島南 | 鹿児島県鹿児島市                                | 50W        | 1.05kW | 鹿児島県の一部                       | 2015年06月17日 | 2015年08月28日 |
| 46 | 鹿児島南 | 鹿児島県鹿児島市                                | 50W        | 1.05kW | 鹿児島県の一部                       | 2015年06月17日 | 2015年08月28日 |
| 47 | 那覇     | 沖縄県豊見城市 （豊見城高安テレビ・FM放送所）   | 12.5kW     | 110kW  | 沖縄県の一部                         | 2011年12月01日 | 2012年04月01日 |

### 補遺
- 予備免許の日および開局日はマルチメディア放送についてのもの。標準テレビジョン放送（デジタル放送）の免許の日は下記を除き2015年2月27日。

| 局名         | 免許の日      |
| ------------ | ------------- |
| 倉敷         | 2015年3月4日  |
| 室蘭         | 2015年3月9日  |
| 大阪南       | 2015年3月11日 |
| 那須塩原     | 2015年3月13日 |
| 那覇         | 2015年3月20日 |
| かすみがうら | 2015年4月3日  |
| いわき       | 2015年6月23日 |
| 佐世保       | 2015年8月6日  |
| 鹿児島南     | 2015年8月7日  |
| 釧路         | 2015年8月13日 |
| 小田原秦野   | 2015年8月25日 |
- 滋賀県と奈良県の置局計画は公表されなかった。
- 平塚局として神奈川県平塚市の平塚テレビ中継局鉄塔に相乗りし、出力650W[60][137]で神奈川県・東京都・静岡県の一部をカバーする計画があった[138]。